# سد الرفيصة
سد الرفيصة  هو سد في خورفكان في الشارقة، الإمارات العربية المتحدة. وهو يسد وادي شي وهو ممر مائي موسمي في جبال الحجر بالقرب من قرية الرفيصة . تم بناء السد في الثمانينيات في نفس وقت بناء سد خورفكان بموجب عقد قيمته 63 مليون دولار.
يمتد تطوير سد الرفيصة على مساحة 10684 مترًا مربعًا، ويتضمن مرافق للصلاة، ومنطقة جلوس خارجية تتسع لـ 300 شخص، وموقف سيارات تتسع لـ 45 سيارة، وممرات، وثلاث مناطق لعب على مساحة تبلغ حوالي 410 متر مربع. تم بناء الاستراحة والمرافق السياحية بجانب السد كجزء من مشروع طريق الشارقة - خورفكان السريع (S 142)، وهو مشروع مدته 14 عامًا لربط المناطق الداخلية من الشارقة بالساحل الشرقي لدولة الإمارات العربية المتحدة.
السد منطقة غنية بالنباتات والحيوانات المحلية، بما في ذلك طائر الغطاس الصغير والطيور المهاجرة والشتوية الأخرى، فضلاً عن كونه موطنًا للأنواع الغريبة، مثل سمك البلطي والسلحفاة حمراء الأذنين.
خلال الصيف، تكون الأطلال المغمورة مرئية جزئيًا.
كمايوجد في سد الرفيصه شلال صناعي يصل طوله إلى 55 متراً يصب في البحيرة وممشى يبلغ طوله 730 متراً ويحاط من كل جوانبه بأشجار النخيل الطويلة والنباتات 

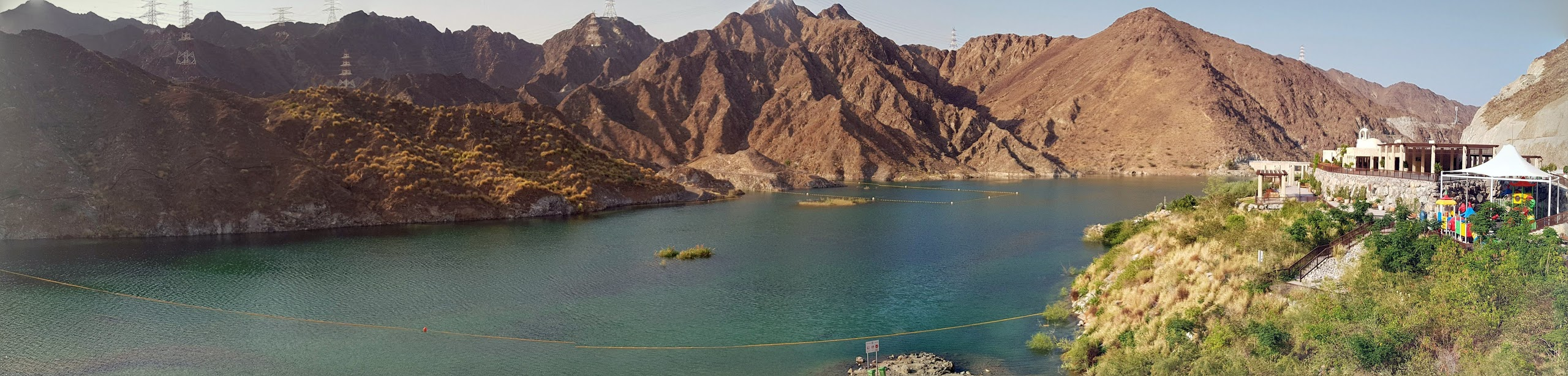
سد الرفيصة على رأس وادي الرفيصة في جبال الحجر فوق خورفكان.